# Sharon van Essen
Sharon van Essen (Utrecht, 3 de març de 1981) va ser una ciclista neerlandesa que fou professional del 2000 al 2008.

## Palmarès
- 2002
  - 1a al Sparkassen Giro Bochum
- 2003
  - Vencedora d'una etapa al Tour de l'Alta Viena